# Abegondo
Abegondo település Spanyolországban, A Coruña tartományban. Abegondo Betanzos, Oza-Cesuras, Mesía, Ordes, Carral, Cambre és Bergondo községekkel határos. Lakosainak száma 5578 fő (2024).

## Népesség
A település lakosságának változását az alábbi diagram mutatja:
| Lakosok száma | 5694 | 5732 | 5773 | 5798 | 5709 | 5585 | 5533 | 5406 | 5494 | 5578 |
|               | 2001 | 2004 | 2006 | 2009 | 2011 | 2014 | 2016 | 2019 | 2021 | 2024 |